# Ácido linolênico conjugado
Ácido linolênico conjugado (CLnA, em inglês: Conjugated Linolenic Acid) constitui um grupo de isômeros posicionais e geométricos do ácido ɑ-linolênico, cuja nomenclatura química é acido octadecatrienoico e a notação abreviada é 18:3 n-3 cis 9, cis12, cis15. Nessa configuração, às três duplas ligações do CLnA se apresentam de forma conjugada, diferentemente do ácido ɑ-linolênico, no qual são separadas por um grupo metil (-CH₂).
O CLnA tem gerado grande interesse por conta de seus potenciais efeitos benéficos à saúde mostrados em estudos com animais e estudos in vitro, dentre eles se destacam a  ação anticancerígena, anti-inflamatória e antioxidante.
As principais fontes naturais de CLnA são óleos de sementes de plantas como romã (Punica granatum), melão-de-São-Caetano (Momordica charantia L.), calêndula (Calendula officinalis), jacarandá (Jacaranda minosifolia) e catalpa-amarela (Catalpa ovata). Desse modo,  a obtenção desses compostos se dá através da extração do óleo das sementes que geralmente é feito por prensagem a frio, ou usando outra categoria de método com solvente e CO₂ supercrítico. Estudos mostraram que o teor de CLnA nas sementes é alto, chegando a 80% nos óleos de semente de romã.

## Diferentes isômeros e suas fontes
Diferentes isômeros já foram identificados e isolados de sementes, conforme mostra a tabela abaixo.[carece de fontes?]
| Nome comum            | Notação abreviada                  | Fontes                   | Fórmula Estrutural |
| --------------------- | ---------------------------------- | ------------------------ | ------------------ |
| ácido α-eleoesteárico | C18:3, cis-9, trans-11, trans-13   | Melão amargo             |                    |
| ácido β-eleoesteárico | C18:3, trans-9, trans-11, trans-13 | Melão amargo / Calêndula |                    |
| ácido catalpico       | C18:3, trans-9, trans-11, cis-13   | Catalpa amarela          |                    |
| ácido punícico        | C18:3, cis-9, trans-11, cis-13     | Romã / Trichosanthes     |                    |
| ácido α-calêndico     | C18:3, trans-8, trans-10, cis-12   | Calêndula / Margarida    |                    |
| ácido β-calêndico     | C18:3, trans-8, trans-10, trans-12 | Melão amargo / Calêndula |                    |
| ácido jacárico        | C18:3, cis-8, trans-10, cis-12     | Jacarandá                |                    |

## Efeitos anticancerígenos
A romã (Punica granatum) apresenta propriedades benéficas à saúde. O ácido púnico é um ácido linolênico conjugado com uma ampla gama de efeitos benéficos e é o principal componente do óleo de semente de romã. Pesquisas mostram que extratos de sementes inteiras de romã promoveram a inibição do crescimento de células humanas de câncer de próstata em cultura.  Além do ácido púnico, outros CLnA apresentam propriedades anticancerígenas, como já mostrado para os ácidos β-calêndico e β-eleosteático, que promoveram a inibição do crescimento de células humanas de câncer de cólon (Hennessy et al., 2011).[carece de fontes?]
Os resultados obtidos por Shinohara et al. (2012) permitiram avaliar os CLnA de acordo com seu potencial anticancerígeno. Todos os isômeros estudados induziram a morte por apoptose de células de câncer colorretal sendo o ácido jacárico, presente nas sementes de jacarandá, com maior potencial. Em células humanas de câncer de próstata, tanto o ácido jacárico como o punícico apresentam maior efeito citotóxico e, portanto, maior potencial anticancerígeno.

## Efeitos anti-inflamatórios
Estudos in vivo avaliaram os efeitos de alguns CLnA atuando sobre as vias de produção de mediadores com atividade inflamatória, como Fator de Necrose Tumoral e Interleucinas- 1, 6 e 8 e também regulando a função de células do sistema imunológico como neutrófilos, monócitos e macrófagos. Os principais efeitos observados estavam relacionados, de uma forma geral, à redução desses mediadores inflamatórios, sugerindo um efeito anti-inflamatório dos CLnA, especialmente do ácido púnico, presente no óleo de semente de romã. Além disso, o ácido ɑ-eleosteárico (que é encontrado no melão amargo) também se mostrou eficaz na diminuição da resposta inflamatória em estudo realizado em camundongos com doença inflamatória intestinal.

## Efeitos antioxidantes
Os CLnA podem desempenhar um papel na melhora do estresse oxidativo, que está associado a diferentes condições clínicas e doenças crônicas. Uma série de estudos in vitro e in vivo apurou a atividade antioxidante de óleos vegetais contendo isômeros de CLnA e observaram efeitos positivos na redução do estresse oxidativo. Nesses estudos, notavelmente os isômeros ácido ɑ-eleosteárico e ácido púnico aumentaram a atividade de enzimas que protegem contra o estresse oxidativo (como superóxido dismutase, catalase e glutationa peroxidase) e diminuiu a atividade de enzimas pró-oxidantes no fígado, plasma e cérebro de ratos.  

## Conversão do CLnA em isômeros conjugados do ácido linoleico (CLA)
Além dos efeitos mencionados, já foi demonstrado que alguns CLnA são convertidos em isômeros do ácido graxo linoleico (CLA, do inglês Conjugated Linoleic Acid). Estudos mostraram a conversão do isômero ɑ-eleosteárico em CLA no fígado, rins e intestino delgado de ratos. Muitas evidências sugestivas indicam que CLA também apresentam diversos benefícios à saúde, sendo as principais fontes carnes de ruminantes e laticínios. Dado que o teor de CLA varia conforme a categoria de dieta fornecida ao animal e que o teor de CLnA parece ser elevado nas sementes das plantas, a conversão de CLnA em CLA observada em estudos com animais, se confirmada em humanos, sugere os CLnA como uma fonte adicional de CLA.

## Importância econômica
O aproveitamento das sementes, subprodutos do processamento de frutas têm se mostrado importante no que se refere a redução dos  impactos ambientais causados pela industrialização de frutas e também na ampliação da oferta de óleos vegetais ricos em compostos bioativos.[carece de fontes?]
Considerando todos os benefícios apresentados pelos CLnA, é de suma importância que suas fontes alimentares e produtos estejam cada vez mais acessíveis para a população. No entanto, a análise do preço médio da Romã, uma das fontes mais acessíveis se referindo aos CLnA no Brasil, mostra a necessidade de adequação de preços à realidade das condições socioeconômicas da população brasileira.
Referente aos outros isômeros do CLnA, podem ser encontrados pela população brasileira através de cápsulas contendo o óleo da semente respectiva. Como, por exemplo, o Melão amargo (melão-de-São-Caetano).[carece de fontes?]